# كانتاو
الكانتاو أو الكانتاو سيلات (بالصينية: 拳道) و(بالإنجليزية: Kuntao)‏ هو مصطلح يشير إلى أحد الفنون للدفاع عن النفس الذي تمارسه الجالية الصينية في جنوب شرق آسيا وعادة ما يتأثر ب«البنشاك سيلات» وتعني كلمة «الكانتاو» أسلوب القبضة وهي وسيلة قتالية صينية بحثة منتشرة في الصين وتايوان غير أن انتشار هذا الأسلوب ظل لقرون مقتصرا على المسافرين الصينيين الذين نشروه في الأماكن التي كانوا يزورونها كأندونيسيا وماليزيا وسنغافورة والفلبين.
ويعد «الكانتاو» أحد الأساليب القليلة التي لم تتغير كثيرا مع مرور الزمن رغم أنه كان لا بد من تكييفها مع البيئة الجديدة، والقتال في مختلف التضاريس المحلية وأساليب القتال، أو الدفاع عن القتال مع الأسلحة المحلية.
معظم أساليب «الكانتاو الأندونيسي» هي ناتجة عن دمج تقنيات «السيلات» حتى أن اسم «الكانتاو» تغير أحيانا إلى «السيلات» فعلى سبيل المثال هناك نوع من «الكانتاو» يدعى «كانتاو ليو سانغ» وهو ناتج عن دمج «الكانتاو والسيلات معا» وتمارسه العديد من القبائل العرقية الفلبينية.

## أشكاله
- الكانتاو سيلات ينتشر في إندونسيا والصين
- المالابار كانتا ينتشر في ماليزيا
- الكانتاو أنجين ينتشر في الصين وأندونيسا
- الكانتاو الأمريكي ينتشر في الولايالت المتحدة والهند
- الطاليو كانتاو الأمريكي ينتشر في الولايات المتحدة الأمريكية والهند
- الكانتاو ليو سانغ ينتشر في الفلبين